# کمبریج‌شر شرقی
کمبریج‌شر شرقی (به انگلیسی: East Cambridgeshire) یک منطقهٔ مسکونی در بریتانیا است که در Cambridgeshire (county council area) واقع شده‌است.

## خواهرخوانده
شهر کمپن، آلمان خواهرخواندهٔ کمبریج‌شر شرقی هست.